# Kückelheim (Plettenberg)
Kückelheim ist ein Ortsteil der Stadt Plettenberg im Märkischen Kreis in Nordrhein-Westfalen.
Der Ort liegt südlich des Kernortes Plettenberg an der Landesstraße L 696. Bei Kückelheim mündet die Nuttmecke in die Oester.
In der Denkmalanlage auf dem örtlichen Friedhof sind die Namen der Gefallenen und Vermissten des Ersten und des Zweiten Weltkriegs verzeichnet.